# Stiftung Energie & Klimaschutz
Die Stiftung Energie & Klimaschutz ist eine gemeinnützige Stiftung bürgerlichen Rechts mit Sitz in Karlsruhe. Sie wurde am 7. November 2007 gegründet. Ziel der Stiftung ist nach eigenen Angaben, „die Zusammenhänge zwischen Energiewirtschaft und Klimaschutz zu beleuchten und der breiten Öffentlichkeit zu vermitteln“.

## Organisation
Träger der Stiftung ist die EnBW Energie Baden-Württemberg AG. Stiftungsorgane sind der Stiftungsrat und der geschäftsführende Vorstand, außerdem hat die Stiftung ein beratendes Kuratorium. Die Stiftungsaufsicht erfolgt durch das Regierungspräsidium Karlsruhe.
- Kuratorium: Das Kuratorium ist ein beratendes Gremium, dem Personen aus Forschung, Wirtschaft, Politik und Gesellschaft angehören. Es umfasst rund 100 Mitglieder.

- Stiftungsrat: Der Stiftungsrat legt als Entscheidungsgremium die Grundsätze der Arbeit der Stiftung fest. Er beschließt die Vergabe der Fördermittel im Rahmen des Stiftungszwecks. Darüber hinaus überwacht der Stiftungsrat die Tätigkeit des Vorstands und ist für dessen Entlastung verantwortlich. Er besteht aus acht Personen. Vorsitzender des Stiftungsrates ist Hans-Josef Zimmer.[5]

- Vorstand: Dem Vorstand obliegt die Führung der laufenden Geschäfte, insbesondere die Aufstellung des jährlichen Programms sowie die wirtschaftliche Planung. Er ist für die Durchführung der Beschlüsse des Stiftungsrates verantwortlich. Dem Stiftungsvorstand gehören an: Katharina Klein (Sprecherin des Vorstands), Holger Schäfer und Anke Wilhelm.[6] Die Tätigkeit des Vorstands erfolgt ehrenamtlich.

## Stiftungszweck
Satzungsgemäß verfolgt die Stiftung unmittelbar und ausschließlich gemeinnützige Zwecke im Sinne der Abgabenordnung. Zweck der Stiftung ist die Förderung des Klimaschutzes. Dieser Zweck soll verwirklicht werden durch:
- Anregung der gesellschaftlichen und politischen Diskussion in allen energiewirtschaftlich relevanten Bereichen (z. B. Auswirkungen auf die Energiepolitik und eingesetzte Energieträger, wie erneuerbare Energien, fossile Brennstoffe und Kernenergie, Energieeinsparung und -effizienz, Emissionshandel, Vorgehensweise nach Ablauf des Kyoto-Protokolls)
- Erarbeitung aktueller Fragestellungen mit Ergebnissen zur Problematik des Klimaschutzes und die öffentliche Diskussion der Ergebnisse
- Unterstützung von Forschung und Entwicklung sowie des wissenschaftlichen Nachwuchses
- Veröffentlichung von Publikationen im Rahmen der Aufklärungsarbeit zu allen Themen der Energiewirtschaft und des Klimaschutzes

## Veranstaltungen und Projekte der Stiftung

### Debatten-Abende und Expertenrunden
Zur Umsetzung des Stiftungszweckes veranstaltet die Stiftung regelmäßig Debatten-Abende und Expertenrunden. Vertreter aus Politik, NGOs, Wirtschaft, Wissenschaft, sowie nationalen und internationalen Organisationen befassten sich unter anderem mit den Themen europäische Netze, Technologien der Energiespeicherung und Endlagerung/Akzeptanz. Aber auch Themen wie Dezentralität der Energieversorgung und internationaler Klimaschutz wurden behandelt.

### Urban Talks

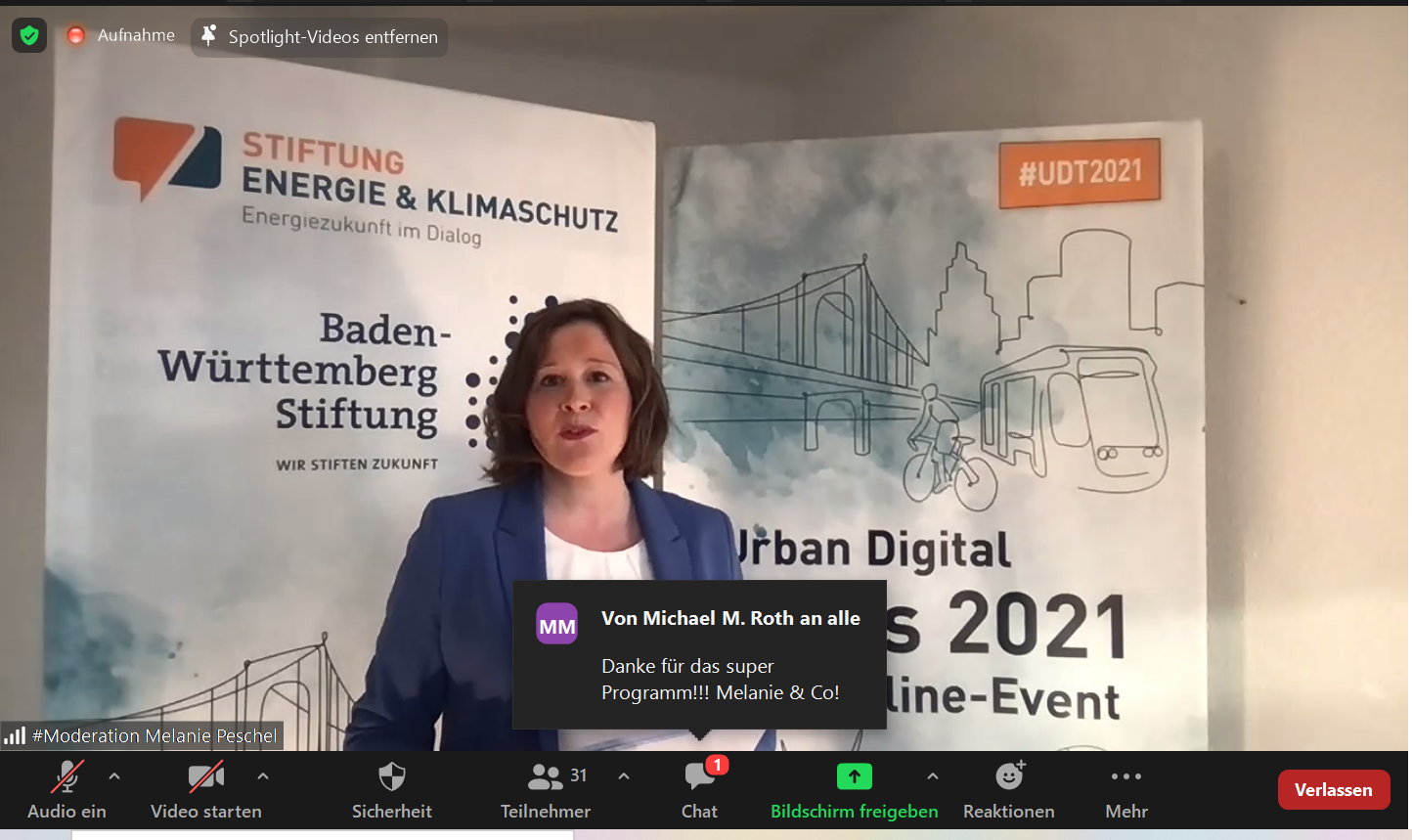
Urban Digital Talks 2021

Die Urban Talks-Reihe ist ein Format der Jungen Stiftung Energie und Klimaschutz und richtet sich speziell an junge Leute, Young Professionals und Interessierte. Die Urban Talks widmen sich Themen des urbanen Raums und finden im urbanen oder virtuellen Raum statt. In einem lockeren Rahmen diskutieren die Teilnehmer in verschiedenen Panels Themen rund um Energiewirtschaft und Klimaschutz mit einem Bezug zur urbanen Lebensrealität: zur städtischen Mobilität (Urban Mobility Talks, 2016 und 2019), der urbanen Energieversorgung (Urban Energy Talks, 2017), was jeder Einzelne für den Klimaschutz tun kann (Urban Climate Talks, 2018), wie sich Künstliche Intelligenz auf Energiewende und Klimaschutz auswirken (Urban Digital Talks 2021) oder wie die Zukunft des Zusammenlebens im Quartier ausgestalten sein könnte (Urban Home Talks 2021).

### Energie-Campus

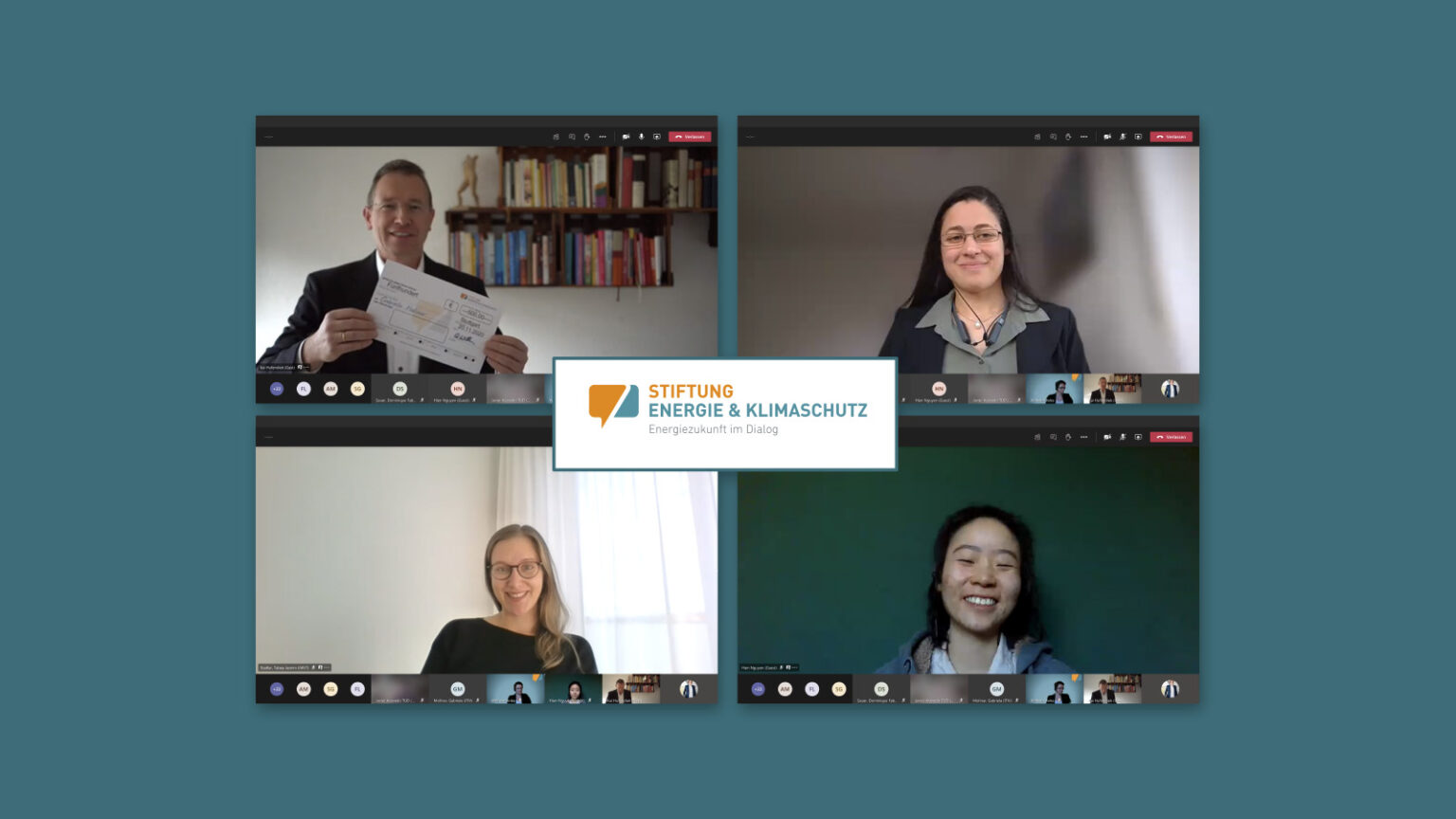
Preisträgerinnen Energie-Campus 2020

Die Stiftung schreibt seit dem Jahr 2011 jährlich einen Ideenwettbewerb für Doktoranden zu Zukunftsthemen aus dem Bereich der Energieversorgung aus. Damit soll der wissenschaftliche Nachwuchs gefördert werden. Die Originalität der wissenschaftlichen Arbeit, herausragende Ergebnisse, Forschungs- und Transferleistung und die Qualität der Darstellung dienen als Kriterien zur Beurteilung der eingereichten Arbeiten. Die bisherigen Themen der Ideenwettbewerbe waren
- seit 2018: Energie und Umwelt – Meine Idee für morgen[16]
- im Jahr 2017: Meine Stadt von morgen: Wie sieht die Energielandschaft der Zukunft aus?,
- im Jahr 2016: Energiewende und Klimaschutz: analog und digital

### Energie-Reporter - Studierende berichten aus dem Ausland von Energie und Klimaschutz

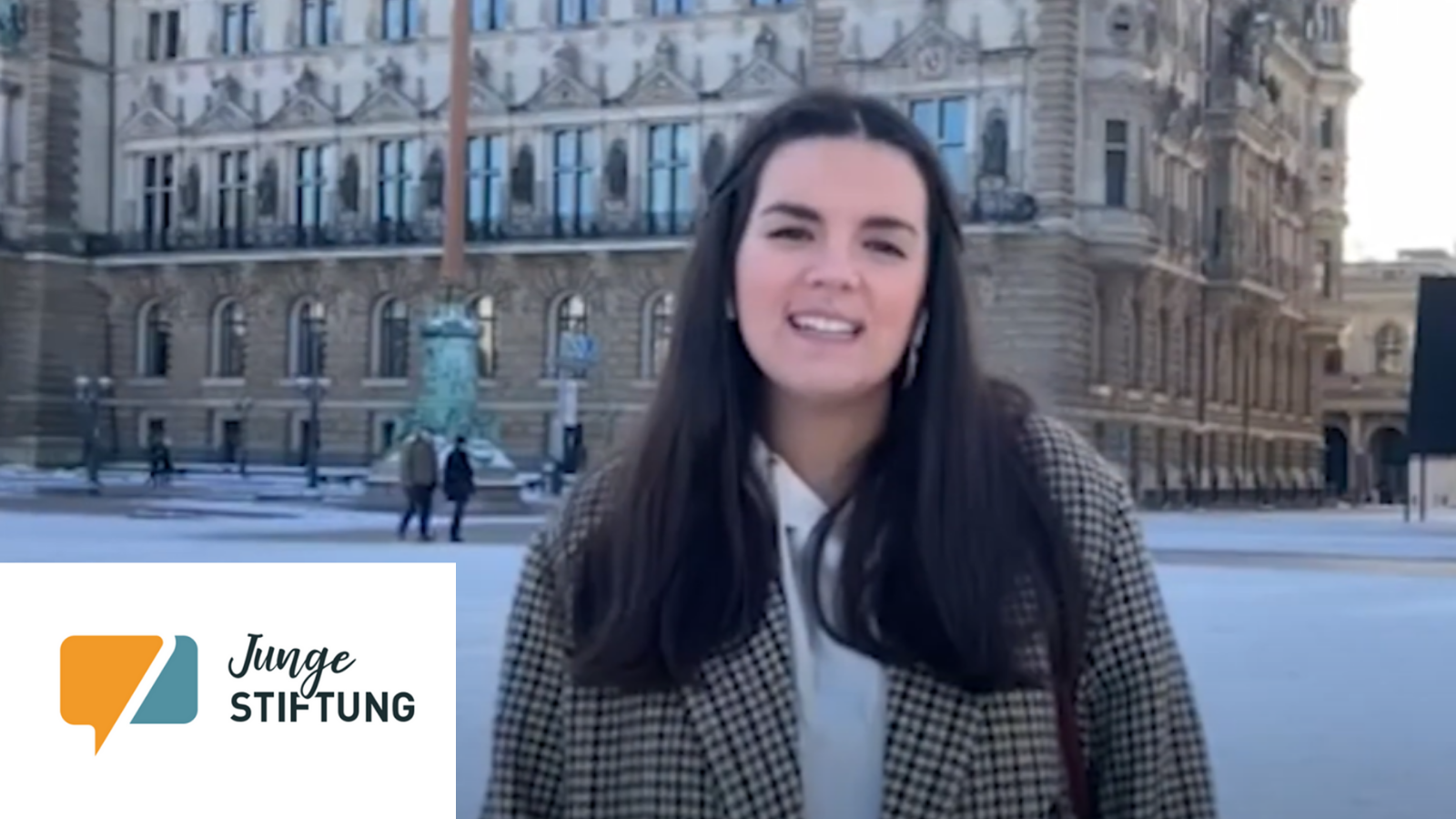
Energie-Reporterin

Um die öffentliche Diskussion zum Thema Klimaschutz anzuregen und bei jüngeren Zielgruppen das Interesse an den Themenfelder Klimaschutz und Energiewende zu wecken, hat die Stiftung Energie und Klimaschutz das Format der Energiereporter geschaffen. Studierende beschäftigen sich im Rahmen eines Auslandsaufenthaltes mit Themen rund um erneuerbare Energien, Klimaschutz, Versorgungssicherheit und Energieeffizienz und dokumentieren ihre Erkenntnisse dazu in kurzen Videos oder Texten. Vorab erhalten alle Energiereporter ein kleines Training zur Erstellung von Videos und Bewegtbildern. Alle erstellten Beiträge werden von der Stiftung Energie und Klimaschutz veröffentlicht und über Social Media beworben. Alle Energiereporter werden Teil des Alumninetzwerkes der Stiftung und erhalten ein Taschengeld für ihren Auslandsaufenthalt. Die Ausschreibung richtet sich an alle Studierenden, unabhängig von Studiengang und Fachsemester. Seit Beginn des Projekts im Jahr 2015 haben sich insgesamt 67 Energiereporter auf die Reise gemacht.

### Green Startups
Gemeinsam mit verschiedenen Kooperationspartnern prämiert die Stiftung jährlich junge Gründer mit Geldpreisen: So unterstützen sie Ideen für „grüne“ Technologien auf ihrem Weg vom Konzept in die Umsetzung. Die Kooperationspartner der letzten Jahre waren Baden-Württemberg: connected e.V. und Umwelttechnik BW.

### Umweltprojekte
- Solarpark Berghülen:

Um zu zeigen, dass Energieerzeugung aus Erneuerbaren Energien und Naturschutz zusammenpassen können, entwickelte die Stiftung gemeinsam mit dem BUND Ortsverband Berghülen und dem NABU Baden-Württemberg für den Solarpark Berghülen Maßnahmen, die über die gesetzlich vorgeschriebenen naturschutzrechtlichen Ausgleichsmaßnahmen hinausgehen. So wurden z. B. Habitate für Zauneidechsen geschaffen, die auf dem Gelände früher einmal heimisch waren. Auf dem Gelände sind Nisthilfen für Bienen und Fledermäuse angebracht, ein Heckenstreifen mit heimischem Bewuchs ist angelegt, die Zäune sind durchlässig für Feldhasen und andere Kleintiere, und die Solarpaneele sind so hochaufgeständert, dass Schafe darunter weiden können.
- Neckar-Schwarzpappel: Spatenstich am 14. April 2015 in Lauffen am Neckar

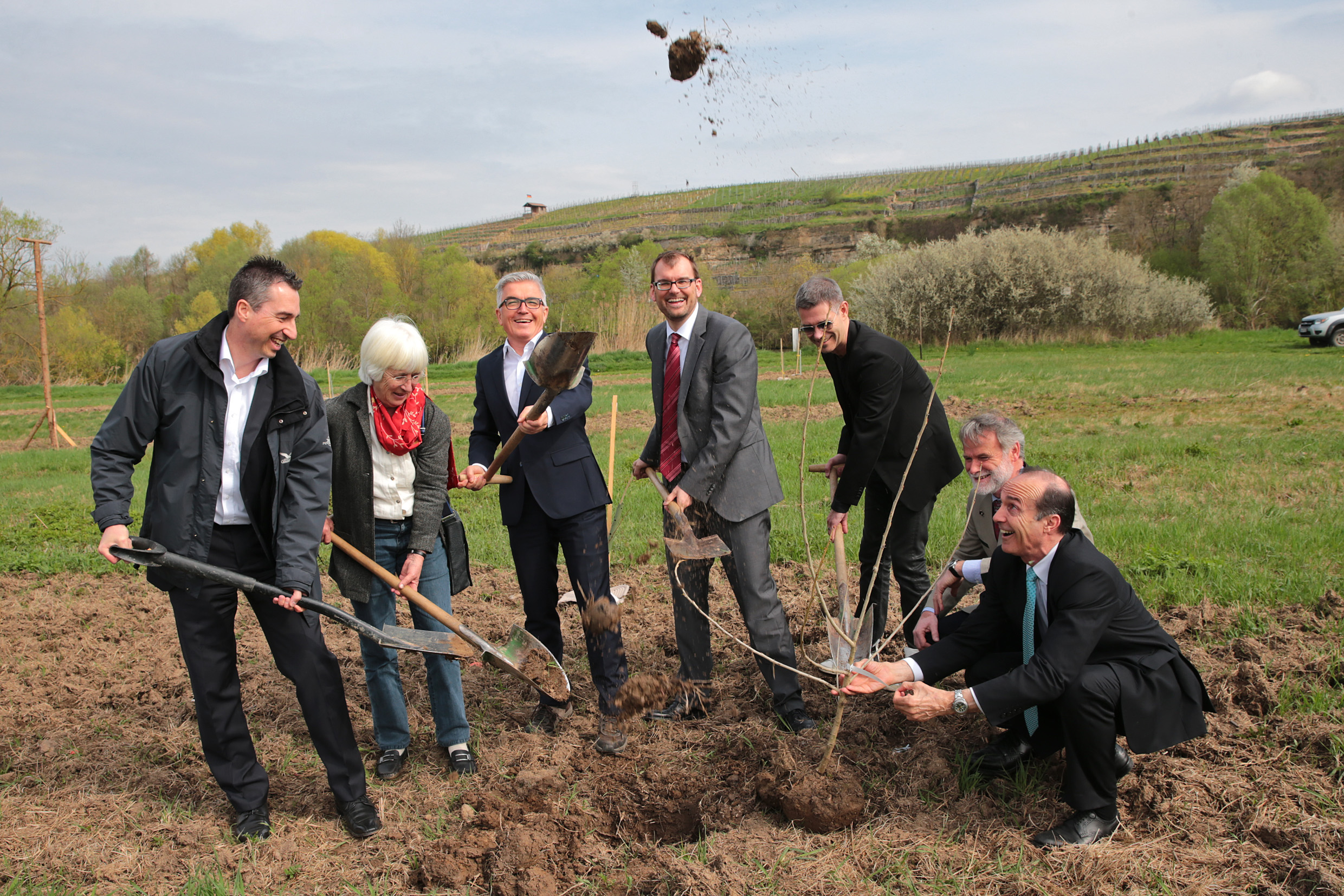
Spatenstich am 14. April 2015 in Lauffen am Neckar

Das Projekt zum Schutz der vom Aussterben bedrohten Schwarz-Pappel (Populus nigra) wurde vom Arbeitskreis zur Erhaltung der Neckar-Schwarzpappel betreut und in mehreren Schritten durchgeführt. Nach Identifikation und molekulargenetischer Bestimmung der 140 noch vorhandenen Altbäume wurden die genetisch reinen Exemplare aus dem Neckargebiet, von denen teilweise nur noch Einzelpflanzen vorhanden waren, nachgezogen. Erste Pflanzungen fanden an den EnBW-Kraftwerksstandorten Obrigheim (Baden) und Mühlhausen an der Enz statt. Zum Abschluss des dreijährigen Projektes wurde in Lauffen am Neckar ein fast zwei Hektar großes Auenwäldchen, auf einem von der EnBW Energie Baden-Württemberg AG zur Verfügen gestellten Fläche, aus Neckar-Schwarzpappeln gepflanzt. Der Arbeitskreis hat die genetischen Untersuchungen aufbereitet und in einer Datenbank der Allgemeinheit zur Verfügung gestellt.

### Der Podcast zur Energiezukunft

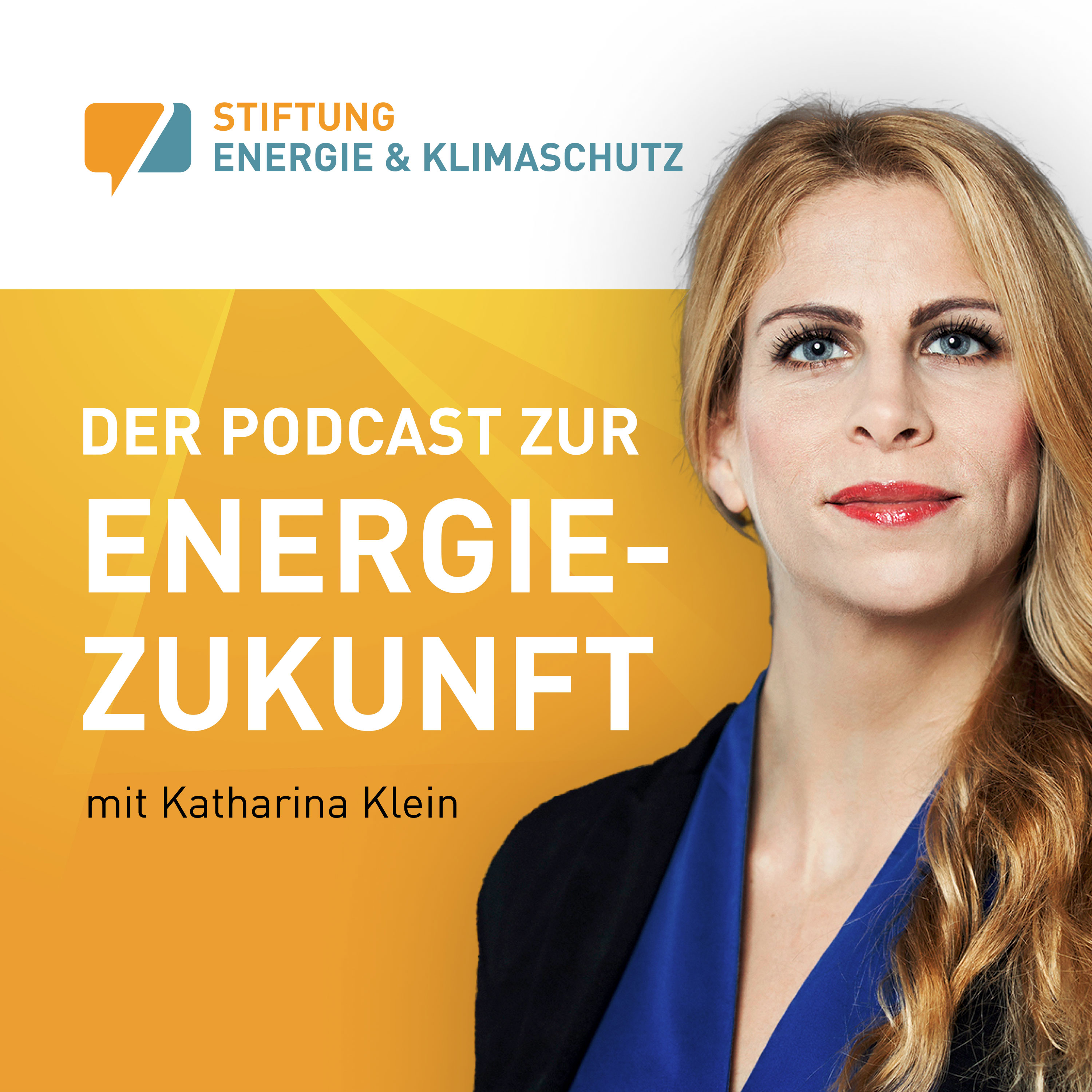
Der Podcast zur Energiezukunft

Seit Anfang 2021 hat die Stiftung einen eigenen Podcast. Dort erzählen Gäste aus Politik und Gesellschaft von klima- und energiepolitischen Themen. Inhaltlich orientiert sich der Podcast an den Debattenabenden der Stiftung. Neben den Gesprächspartnern kommen dort auch Energie-Reporter zu Wort und berichten aus ihrem Auslandssemester.